# لاماسافت
شرکت Llamasoft در سال ۱۹۸۲ توسط جِف مینتر تأسیس گردید. دوران طلایی این شرکت در دهه ۸۰ میلادی با بازی‌های جاودانه در سبک ماجراجویی رقم خورد و طرفداران پروپاقرصی در سرتاسر جهان را شیفته ساخته‌های خود نمود.

## زمینه فعالیت
این شرکت در مجموع بر روی بیش از ۲۰ پلتفرم مختلف اقدام به ساخت و تولید بازی نموده‌است : کمودور ۶۴، وی‌آی‌سی-۲۰، اسپکتروم، آمیگا، آتاری ۸۰۰، آتاری اس تی، دراگون ۳۲، جگوار، ام اس ایکس، ام‌اس-داس، ویندوز، ویندوز موبایل، ایکس باکس ۳۶۰ و ...

## بازی‌ها
۱۹۸۲
- بمب‌افکن شهر (اسپکتروم)
- گریدرانِر (کمودور ۶۴، آمیگا، آتاری اس تی، دراگون ۳۲، دراگون ۶۴، وی‌آی‌سی-۲۰، اسپکتروم)

۱۹۸۳
- Hover Bovver (کمودور ۶۴، ویندوز، آتاری ۸ بیت)
- تراکس (اسپکتروم، وی‌آی‌سی-۲۰)
- حمله شترهای جهش‌یافته (کمودور ۶۴)
- ماتریکس (کمودور ۶۴، آتاری ۸ بیت، اسپکتروم، وی‌آی‌سی-۲۰)
- مدار لیزر (کمودور ۶۴)

۱۹۸۴
- آنسی پیتال (کمودور ۶۴، ویندوز)
- انتقام شترهای جهش یافته (کمودور ۶۴، آمیگا، آتاری اس تی)

۱۹۸۵
- باتالیکس (کمودور ۶۴)
- ماما لاما (کمودور ۶۴)

۱۹۸۷
- بازگشت شترهای جهش یافته (کمودور ۶۴، آمیگا، آتاری اس تی، آتاری ۸ بیت)
- وّیدرانِر (کمودور ۶۴، ام اس ایکس، اسپکتروم)

۱۹۹۰
- توفان فوتون (آمیگا، آتاری اس تی)

۱۹۹۱
- Crash! Powertape October 1991 (اسپکتروم)
- لاماترون: ۲۱۱۲ (آمیگا، آتاری اس تی، ام‌اس-داس)

۱۹۹۴
- توفان ۲۰۰۰ (جگوار)

۲۰۰۲
- Hover Bovver 2 (ویندوز، ویندوز موبایل)

۲۰۰۷
- زرافه فضایی (ویندوز، ایکس‌باکس ۳۶۰)

۲۰۰۹
- انقلاب گریدرانر (ویندوز)

## معادل انگلیسی
1. ↑  Jeff Minter
2. ↑  Jaguar